# Malvalette

Malvalette este o comună în departamentul Haute-Loire, Franța. În 2009 avea o populație de 693 de locuitori.